# Податковий майдан
«Податко́вий майда́н» — масові мітинги та протести в Україні проти ухвалення Верховною Радою України проекту нового Податкового кодексу. Тривали у листопаді—грудні 2010 року. Відбувалися в найбільших містах України. Наймасовіші мітинги та демонстрації проходили на Майдані Незалежності у Києві.
Розпочалися протести 16 листопада та набули масового характеру 22 листопада. Закінчились організовані мітинги 2 грудня за рішенням більшості Національної координаційної ради підприємців Податкового майдану. Декілька десятків мітингувальників не вдоволені рішенням більшості залишись на Майдані Незалежності продовжувати мітинг під політичними гаслами. В ніч на 3 грудня працівники комунального підприємства «Київблагоустрій» під наглядом декількох сотень співробітників МВС України, які оточили площу по периметру, протягом 5:00—5:45 ранку розібрали наметове містечко на Майдані Незалежності. Мітингувальників, які залишались на площі, було розігнано.
Повну перемогу мітингувальники не отримали, Податковий кодекс було ветовано лише частково. Податковий майдан став першим масовим антиподатковим протестом у незалежній Україні.

## Хід подій

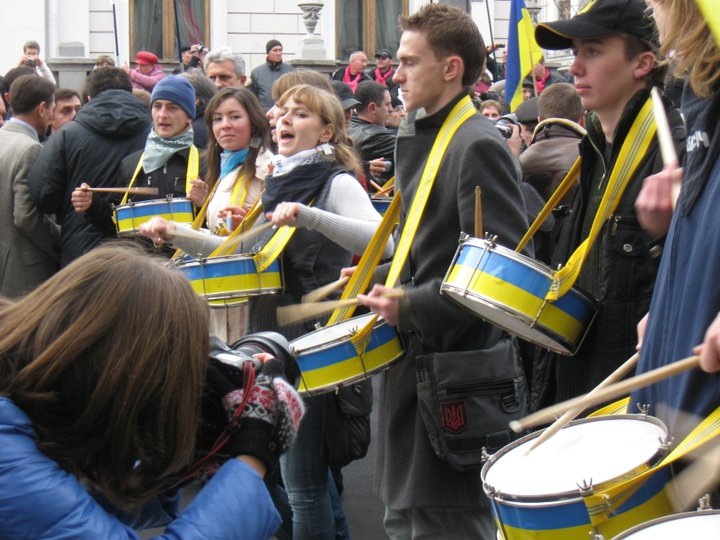
Активісти на Податковому майдані

Протестувальник на Податковому майдані

Ліквідація наметового містечка,
3 грудня 2010 року

- З 16 листопада на Майдані Незалежності у Києві почалися перші протести проти прийняття проекту нового Податкового кодексу України.

Інтернет-аватар та листівка, розроблена ГР «Відсіч», із закликами виходити на протест.

- 22 листопада 2010 року — 6 тисяч за даними МВС,[4] а насправді декілька десятків тисяч[5] підприємців малого і середнього бізнесу зібралися на Майдані Незалежності у Києві. Вони протестували проти ухваленого напередодні парламентом Податкового кодексу. Підприємці тримали в руках плакати з надписами «Кодексу — ні», «Руки геть від наших грошей». Мітингувальники рушили до Адміністрації Президента. Від глави держави вони вимагали ветувати Податковий кодекс. Учасники акції також заблокували проїзд по вулиці Інститутській і Хрещатику. Почалося зведення наметового містечка в центрі площі. Підприємці декларують свою акцію як не політичну. За позовом КМДА, Окружний адмінсуд Києва заборонив проведення мітингів у центрі Києва з 22 до 26 листопада у зв'язку з візитом московського патріарха Кирила та бельгійського принца. Створено Національну координаційну раду з виконавчим штабом:[6] Оксана Продан, Сергій Доротич, А. Панаетов, Ю. Єременко, Михайло Свистович, М. Хоменко, В. Попик, Л. Кущенко, С. Трошина, Є. Шаповаленко, В. Рой, Михайло Волинець.

- 23 листопада — керівник прес-центру оргкомітету акції протесту підприємців Володимир Дорош повідомив, що акція буде безстроковою. За його словами, наметове містечко на Майдані Незалежності залишатиметься до того часу, поки Президент не накладе вето на Податковий кодекс. Дорош також заявив, що організатори залучатимуть до акції студентів. Крім того, він повідомив, що до Києва їдуть протестувальники з Харкова. Організатори акції сподіваються, що кількість учасників мітингів проти підписання Податкового кодексу на Майдан Незалежності зростатиме.[7] Також провалилася спроба міліції знести наметове містечко.[8]

- 24 листопада — У Києві на Майдані Незалежності, де триває акція проти Податкового кодексу, перебуває близько 100 осіб.[9]

- 25 листопада — на головній площі столиці перебувають вже 15—20 тисяч людей. Частина мітингувальників вирушила колоною до Адміністрації президента. Під час руху колони вулиця Інститутська була частково перекрита. Декілька тисяч підприємців пікетували Банкову.[10]

- 26 листопада — підприємці на Майдані Незалежності у Києві в режимі чергування продовжують проводити акцію протесту проти підписання Президентом України Віктором Януковичем Податкового кодексу. Як передає кореспондент УНІАН, у наметовому містечку перебуває близько 100 мітингувальників.[11]

- 27 листопада — на Майдан прийшли президент Віктор Янукович і прем'єр-міністр Микола Азаров. Глава держави, зокрема, назвав високою ймовірність ветування скандального документа та пообіцяв відставки через його прийняття. Глава уряду заявив, що у влади з підприємцями одна мета.[12] В Міністерстві фінансів, під головуванням міністра фінансів Федора Ярошенка, відбулася зустріч спільної робочої групи з представників уряду та Національною координаційною радою підприємців:[13] Оксана Продан, Сергій Доротич, А. Панаетов, Ю. Єременко, Михайло Свистович, М. Хоменко, В. Попик, Л. Кущенко, С. Трошина, Є. Шаповаленко, В. Рой, Михайло Волинець.

- 28 листопада — частина протестувальників готується до Всеукраїнської безстрокової політичної акції протесту. Мітингувальники попри Податковий кодекс говорять і про загальну несправедливість, яка опановує державу.[14]

- 29 листопада — серед протестувальників лунають політичні вимоги відставки уряду, та проведення виборів Верховної Ради України в березні 2011 року.[15] Кількість мітингувальників на Майдані оцінюють у 10-12 тисяч осіб.[16] Масові мітинги відбуваються у Харкові, Львові, Кіровограді, Івано-Франківську та Полтаві.[17]

- 30 листопада — президент Віктор Янукович частково ветував Податковий кодекс.[18]

- 1 грудня — в інформаційному агентстві «Українські новини» відбулась прес-конференція представників Національної координаційної ради підприємців України, де вони заявили, що переважну більшість протестувальників не влаштовує «вето» Президента, якщо за ним йтимуть зміни до існуючого варіанту Податкового кодексу. Мітингувальники готують новий мітинг на 2 грудня, на Майдані залишається близько 200, більшість з яких перебувають у наметах.[19][20]

- 2 грудня — на Майдані зібралося від 1 000[21] до 2 000 людей, Верховна Рада врахувала всі поправки Президента до цього документа. Національна координаційна рада підприємців Податкового майдану більшістю ухвалила рішення про припинення протестної акції бізнесу. Кілька десятків протестувальників, не вдоволені цим рішенням більшості залишились на Майдані Незалежності і продовжили мітинг вже з політичним вимогами проти влади.[22]

- 3 грудня — як і прогнозували напередодні,[23] працівники комунального підприємства «Київблагоустрій» під наглядом декількох сотень співробітників МВС України, які оточили площу по периметру, протягом 5:00—5:45 ранку розібрали наметове містечко на Майдані Незалежності, виконавши постанову Окружного адміністративного суду Києва про заборону проведення масових заходів у центрі столиці у період від 27 листопада до 3 грудня,[24] який посилався на те, що на місці наметового містечка потрібно встановлювати новорічну ялинку. Ліквідація проходила більш-менш спокійно, але грубо, людей примусово витягали з наметів, опісля розпочали демонтаж містечка разом з майном мітингувальників, 6 людей правоохоронці затримали, але 5 з них відразу ж відпустили.[25] Янукович назвав ці дії демократичними.[26][27][28][29]

- Після розгону наметового містечка почалося переслідування активістів з боку влади.[30][31][32][33]

## Вимоги
- Ветування Податкового кодексу.
- Захист підприємницької діяльності в Україні.
- Відставка уряду Азарова.
- Проведення виборів Верховної Ради України в березні 2011 року.

## Цікаві факти
- Проект нового Податкового кодексу України одразу із початком протестів у народі отримав назву «КАТ» — скорочено від «кодекс Азарова-Тігіпка».[34][35][36]
- Основним джерелом інформації під час акції протесту був інтернет, зокрема Twitter. У перший день акції хеш-тег #kat_ua став найпопулярнішим серед українських користувачів Твітеру.
- Після того, як президент Віктор Янукович та прем'єр-міністр Микола Азаров покинули Майдан після зустрічі з підприємцями 27 листопада, мітингувальники помили Майдан водою з милом.[37]
- Національною координаційною радою прийнято рішення назвати наметове містечко на Майдані «Місто волі».[38]
- Щоб показати, що влада виконала вимоги мітингувальників, 2 грудня Партією Регіонів був замовлений салют, який тільки розізлив людей, що знаходились на Майдані.[39][40]
- 3 грудня, під час демонтажу наметів на Майдані, під виглядом прибиральників, розбирали намети та розганяли людей працівники ШЕДу.[41]

## Політичне переслідування учасників майдану з боку влади
- Репресії проти підприємців, які виступали за скасування Податкового кодексу, ні для кого сенсацією не стали. В теперішніх діях влади можна відслідкувати кілька характерних нюансів: правоохоронні органи «цікавляться» не лідерами руху, а рядовими учасниками, й влада реагує вже після того, як майдан було згорнуто. Правляча партія регіонів вибрала тактику залякування, щоб відбити у людей бажання виходити на Майдан в намаганні відстояти свої конституційні права. «Винахід» сучасної української влади полягає у тому, що вона використовує партизанські методи, що, звичайно, значно ускладнює боротьбу підприємців за свої права.[42]
- Проти коменданта «Податкового майдану» в Києві відкрили кримінальну справу. Його звинувачують в умисному знищенні майна в особливо великих розмірах[43]
- Трьох людей затримано за звинуваченням в умисному знищенні майна в особливо великих розмірах[44] Їм інкримінують пошкодження тротуарної плитки під час встановлення наметів на Майдані.